# Nigel Hawthorne
Nigel Hawthorne CBE (Coventry, 5 aprile 1929 – Radwell, 26 dicembre 2001) è stato un attore e produttore cinematografico britannico.

## Biografia

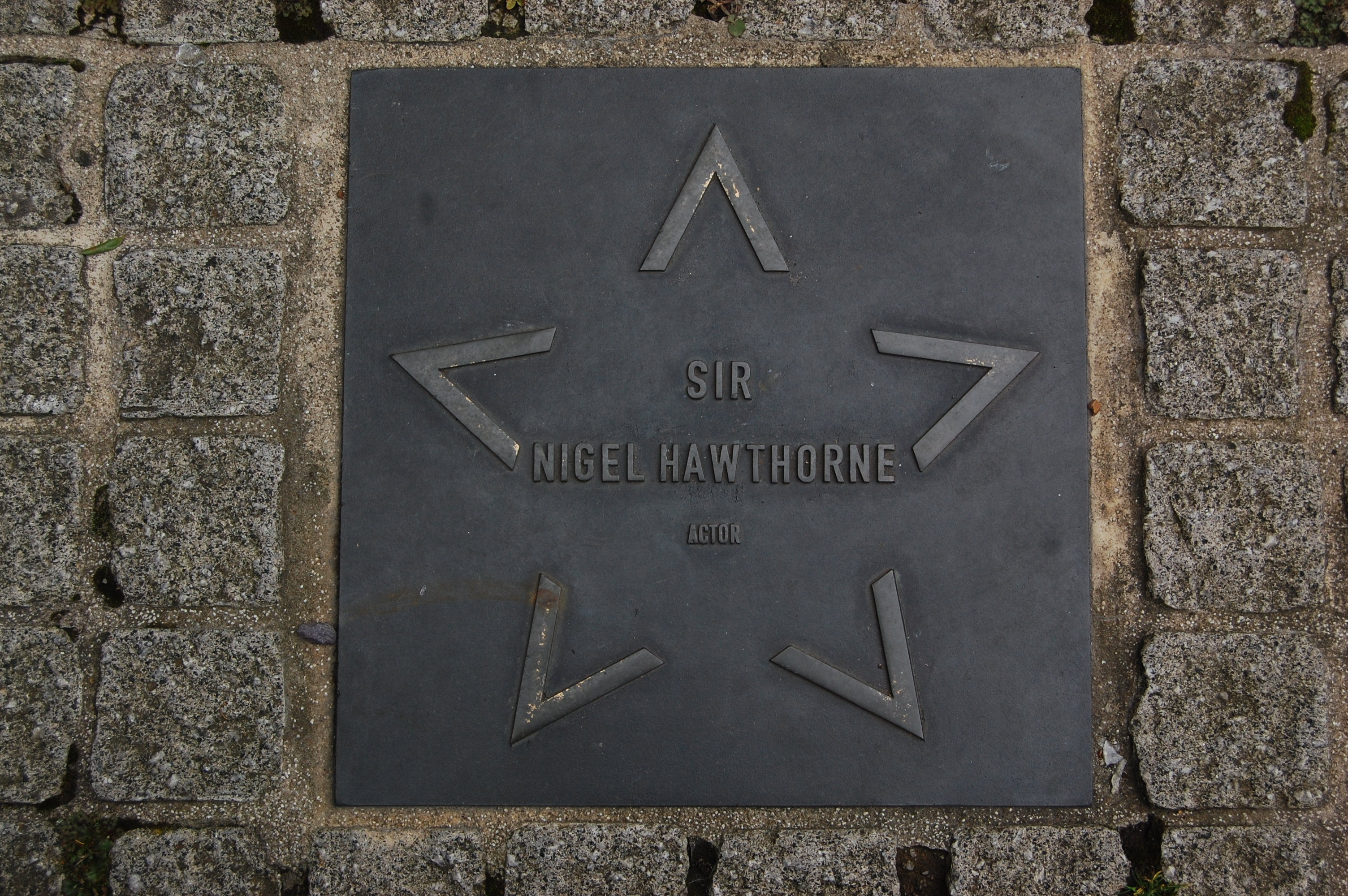
Stella a Coventry

Dopo aver trascorso l'infanzia e la giovinezza in Sudafrica, tornò in Regno Unito negli anni cinquanta. Nei due decenni successivi si dedicò alla recitazione cinematografica e teatrale, mentre dagli anni ottanta fino alla sua morte solo ai film.
Per il film La pazzia di re Giorgio (1994), ottenne il BAFTA al miglior attore protagonista, oltre che la candidatura all'Oscar al miglior attore. Recitò in film come Gandhi (1982), Viaggio in Inghilterra (1993) e Amistad (1997). Nel Regno Unito è molto conosciuto per aver interpretato il ruolo del funzionario Sir Humphrey Appleby nelle serie di satira politica Yes Minister e Yes, Prime Minister. Nel 1997 conquistò un British Academy Television Award per il miglior attore per la serie The Fragile Heart.
Nel 1998 recitò in Madeline - Il diavoletto della scuola, in cui interpretò il ruolo di Lord Covington, l'anno successivo doppia Professor Archimedes Q. Porter in Tarzan.
Il suo ultimo lavoro risale al 2001 nel film Chiamatemi Babbo Natale. 

### Vita personale
Vegetariano e omosessuale, nel 1995 è diventata di dominio pubblico la sua relazione con lo sceneggiatore Trevor Bentham.
È morto il 26 dicembre del 2001, all'età di 72 anni, a causa di un arresto cardiaco. È sepolto nel cimitero parrocchiale di Santa Maria a Thundridge, nell'Hertfordshire.

## Filmografia

### Cinema
- S.P.Y.S. (S*P*Y*S), regia di Irvin Kershner (1974)
- La collina dei conigli (Watership Down), regia di Martin Rosen (1978) - voce
- La pazza storia del mondo (History of the World: Part I), regia di Mel Brooks (1981)
- Firefox - Volpe di fuoco (Firefox), regia di Clint Eastwood (1982)
- Gandhi, regia di Richard Attenborough (1982)
- Tartaruga ti amerò (Turtle Diary), regia di John Irvin (1985)
- Demolition Man, regia di Marco Brambilla (1993)
- La pazzia di re Giorgio (The Madness of King George), regia di Nicholas Hytner (1994)
- Riccardo III (Richard III), regia di Richard Loncraine (1995)
- La dodicesima notte (Twelfth Night or What You Will), regia di Trevor Nunn (1996)
- L'omicidio nella mente (Murder in Mind), regia di Andrew Morahan (1997)
- Amistad, regia di Steven Spielberg (1997)
- L'oggetto del mio desiderio (The Object of My Affection), regia di Nicholas Hytner (1998)
- Madeline - Il diavoletto della scuola (Madeline), regia di Daisy von Scherler Mayer (1998)

### Televisione
- Yes, Minister - serie TV (1980-1984)
- La tempesta (The Tempest), regia di John Gorrie (1980)
- Yes, Prime Minister - serie TV (1986-1988)
- Chiamatemi Babbo Natale (Call Me Claus), regia di Peter Werner (2001)

### Videogiochi
- Jeff Wayne's the War of the Worlds (1998)
- Tarzan: Untamed (2001)

## Doppiatori italiani
Nelle versioni in italiano dei suoi film Nigel Hawthorne è stato doppiato da:
- Gianni Musy in Firefox - Volpe di fuoco, Riccardo III
- Sandro Iovino in Demolition Man, Madeline - Il diavoletto della scuola
- Sergio Graziani in La 12ª notte, Chiamatemi Babbo Natale
- Silvio Spaccesi in La tempesta
- Manlio De Angelis in Gandhi
- Giancarlo Giannini in La pazzia di Re Giorgio
- Enzo Garinei in Amistad
- Bruno Alessandro in L'oggetto del mio desiderio
- Antonio Paiola in Jeff Wayne's the War of the Worlds
- Oliviero Dinelli in Freddie the frog

Da doppiatore è sostituito da:
- Carlo Reali in Taron e la pentola magica
- Ettore Conti in Tarzan

## Riconoscimenti
Premi Oscar 1995 – candidatura all'Oscar al miglior attore per La pazzia di Re Giorgio